# Dwie prawdy (film)
Dwie prawdy (ang. Separate Lies) – brytyjski film obyczajowy z 2005 roku oparty na scenariuszu i reżyserii Juliana Fellowesa. Wyprodukowany przez Fox Searchlight Pictures. Film powstał na podstawie powieści Nigela Balchina pt. A Way Through the Wood, wydanej w 1951 roku.

## Fabuła
Zamożny londyński adwokat żyje w przekonaniu, że jego małżeństwo z Anną (Emily Watson) jest idealne. Wkrótce oboje podejmują decyzję o przeprowadzce na wieś. Po pewnym czasie kobietę zaczyna nudzić życie na prowincji. Wdaje się w romans z Billem (Rupert Everett). Niebawem dochodzi do tragedii.

## Obsada
- Tom Wilkinson jako James Manning
- Emily Watson jako Anne Manning
- Rupert Everett jako Bill Bule
- Richenda Carey jako Sarah Tufnell
- David Harewood jako inspektor Marshall
- Linda Bassett jako Maggie
- Hermione Norris jako Priscilla
- John Warnaby jako Simon
- John Neville jako lord Rawston